# Uldis Pūcītis
Uldis Pūcītis (født 15. april 1937 i Rankas pagasts i Letland, død 14. december 2000 i Riga i Letland) var en lettisk skuespiller og filminstruktør, som er blevet optaget i Letlands Kulturkanon.
Pūcītis afsluttede den syvårige skole i Ranka, gik på Rigas pædagogiske skole, og arbejdede dernæst som lærer i Aizpute. I 1960 dimitterede han fra Letlands Statskonservatoriums teaterfakultet. Pūcītis arbejdede ved Liepāja Teater fra 1960 til 1962, Dailes Teater fra 1964 til 1973, Jaunatnes Teater fra 1962 til 1964 og igen fra 1973 til 1992. Pūcītis deltog i filmoptagelser siden 1959. De bedste roller i film var som Edgars i spillefilmen "Purva bridējs" og som Cēzars Kalniņš i spillefilmen "Elpojiet dziļi". Disse to spillefilm er omfattet af Letlands Kulturkanon.
Uldis Pūcītis datter, skuespillerinden  Milēna Gulbe-Kavace, er mor til den berømte lettiske tennisspiller Ernests Gulbis.